# 전략폭격기

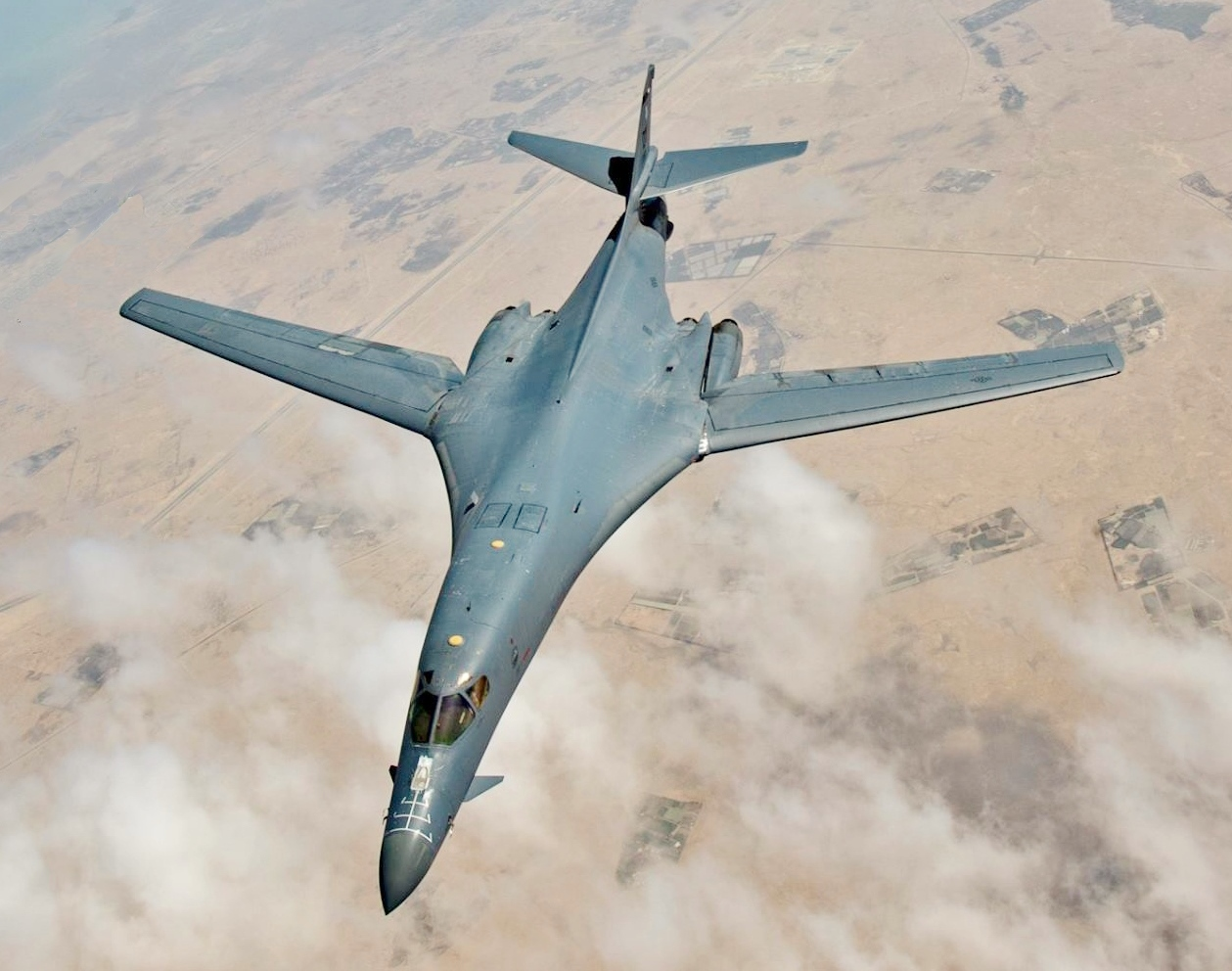

전략폭격기(strategic bomber)는 적의 전쟁 수행 능력을 약화시키는 목적으로 먼 목표물에 대량의 공대지 무기를 투하하도록 설계된 중장거리 침투 폭격기이다. 적 전투원과 군사 장비를 공격하기 위해 공중 차단 작전에 사용되는 전술 폭격기, 침투기, 전투 폭격기 및 공격기와 달리 전략 폭격기는 전략적 목표(예: 인프라, 물류, 군사 시설, 공장 등)를 파괴하기 위해 적의 영토로 날아가도록 설계되었다. 전략 폭격 외에도 전략 폭격기는 전술 임무에 사용될 수 있다. 현재 전략 폭격기를 운용하는 국가는 미국, 러시아, 중화인민공화국의 세 나라뿐이다.
현대 전략 폭격기의 역할은 전략 폭격이 널리 사용되고 원자 폭탄이 제2차 세계 대전 중에 처음 사용된 후에 나타났다. 핵 공격 임무(즉, 핵무장 미사일이나 폭탄을 투하하는 것)는 대부분의 현대 전투 폭격기와 타격 전투기가 공중 급유를 사용하여 대륙간 범위에서도 수행할 수 있으므로 이러한 장비와 기술의 조합을 보유한 국가는 이론적으로 그러한 역량을 갖추고 있다. 현대 전략 폭격 임무를 위한 주요 투하 항공기가 반드시 중폭격기 유형일 필요는 없으며 장거리에서 핵 공격을 할 수 있는 현대 항공기는 재래식 무기로 전술 임무를 수행할 수도 있다. 예를 들어 프랑스의 미라주 IV는 ASMP가 장착된 미라주 2000N 전투 폭격기와 라팔 다목적 전투기로 대체된 소형 전략 폭격기이다.

## 같이 보기
- 융단폭격